# 第30艦隊兵站支援飛行隊 (アメリカ海軍)
第30艦隊兵站支援飛行隊（だい30かんたいへいたんしえんひこうたい、英: Fleet Logistics Support Squadron 30、略称：VRC-30）は、アメリカ海軍太平洋艦隊海軍航空軍空中指揮統制兵站航空団隷下の艦上輸送機部隊。愛称はプロバイダーズ（英: Providers）。前身は1943年6月24日にワシントン州シアトル海軍航空基地で編成された第5航空輸送飛行隊（英: Air Transport Squadron 5、略称：VR-5）で、1957年7月15日に第21航空輸送飛行隊（英: Air Transport Squadron 21、略称：VR-21）、1966年10月1日に第30艦隊戦術支援飛行隊（英: Fleet Tactical Support Squadron 30、略称：VR-30）に改編後、1978年10月1日に第30艦隊兵站支援飛行隊へ改編された。カリフォルニア州ノースアイランド海軍航空基地に所在し、艦上輸送機としてC-2Aを運用する。5個分遣隊を有し、太平洋艦隊の各空母航空団を構成する飛行隊になっている。

## 分遣隊
第30艦隊兵站支援飛行隊の分遣隊は5個編成されており、2021年7月現在、以下の空母航空団に配属されている。
| 分遣隊名           | 愛称                                 | 配属空母航空団 | 所在基地                     |
| ------------------ | ------------------------------------ | -------------- | ---------------------------- |
| 第1分遣隊（Det.1） | ハスラーズ Hustlers                  | 第17空母航空団 | ノースアイランド海軍航空基地 |
| 第2分遣隊（Det.2） | ラフネックス Roughnecks              |                | ノースアイランド海軍航空基地 |
| 第3分遣隊（Det.3） | クルセイダーズ Crusaders             | 第11空母航空団 | ノースアイランド海軍航空基地 |
| 第4分遣隊（Det.4） | ピュア・ホースパワー Pure Horsepower |                | ノースアイランド海軍航空基地 |
| 第5分遣隊（Det.5） | ウィ・デリバー We Deliver            | 第5空母航空団  | 岩国海兵隊航空基地           |

## 歴代運用機

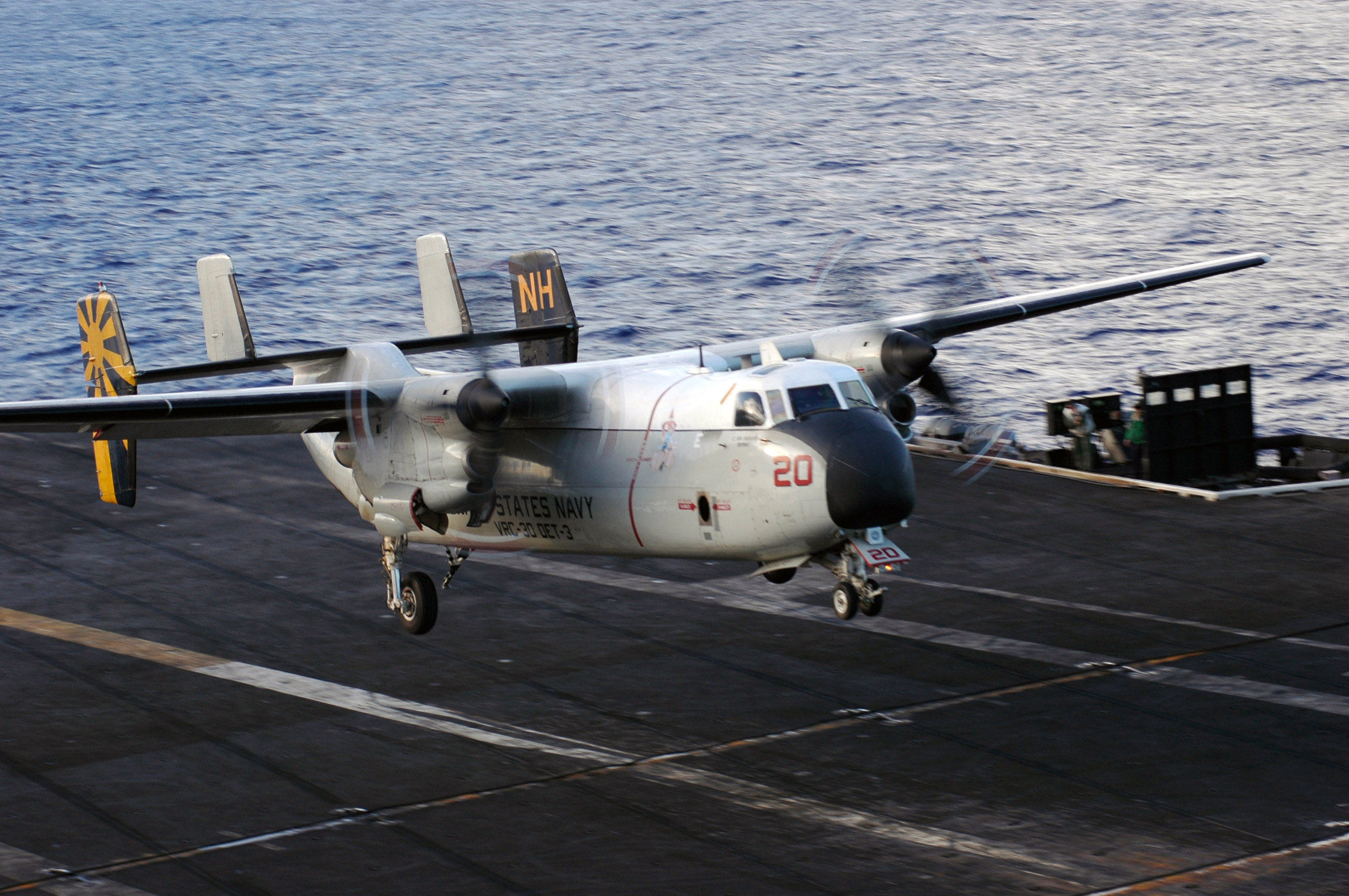
VRC-30で運用するC-2A

- 輸送機
  - R4D
  - R5D（英語版）
  - SNB
  - JA-1
  - TBM-3R/E
  - C-131（英語版）
  - C-1A
  - C-2A
  - CMV–22